# Пасюга Олексій Борисович
Олексій Борисович Пасюга — український журналіст, редактор. Кавалер ордена «За заслуги» III ступеня (2022).

## Життєпис
Член Національної спілки журналістів України з 1999 року.
Працює головним редактором велописарівської районної газети «Ворскла» (Сумська область).
В умовах спроби окупації регіону запустив друк бойового листка «Ворскла» для об'єднання земляків, реалізовує масові місцеві волонтерські ініціативи.

## Нагороди
- Грамота Верховної Ради України (9 серпня 2018) — за вагомий внесок у реалізацію державної інформаційної політики в регіоні та високий професіоналізм.
- Орден «За заслуги» III ступеня (6 червня 2022) — за вагомий особистий внесок у розвиток вітчизняної журналістики та інформаційної сфери, мужність і самовідданість, виявлені під час висвітлення подій повномасштабного вторгнення Російської Федерації на територію України, багаторічну сумлінну працю та високу професійну майстерність[1].